# اورلاندو جوردن
اورلاندو مايسون جوردن (بالإنجليزية: Orlando Jordan)‏ (ولد في 10 يوليو 1971) مصارع أمريكي محترف لعب لاتحاد دبليو دبليو إي بين عامي 2002 - 2006 ويصارع باسمه الحقيقي ظهر اورلاندو جوردن للمرة الأولى في الاتحاد عرض سماك دوان في عام 2003 ولعب أول مباراة له امام جون سينا ولكنة خسر في مباراتة الأولى ويظهر اورلاندو 
في فيلوستي الذي يصارع فيه المصارعين الجدد وفي عام 2004 انضم إلى فريق جي بي ال "the cabinet" ليتحول إلى الشخصية المكروهة واستطاع ان يحقق حزام الولايات المتحدة بعد هزيمتة لجون لسينا في سماكدوان ولكن سرعان ما خسر اللقب لجون هايدنراك وشارك في رويال رامبل 2006 واقصي على يد ري ميستريو وتم تسريح جوردن في منتصف العام 2006 ويلعب الآن في اتحاد TNA وفاز بحزام total tna tag team champions

## وصلات خارجية
- اورلاندو جوردن على موقع WrestlingData.com (الإنجليزية)
- اورلاندو جوردن على موقع CageMatch worker (الإنجليزية)
- اورلاندو جوردن على موقع عالم المصارعة على الإنترنت (الإنجليزية)
- اورلاندو جوردن على موقع عالم المصارعة على الإنترنت (الإنجليزية)

- اورلاندو جوردن على موقع IMDb (الإنجليزية)
- اورلاندو جوردن على موقع قاعدة بيانات الفيلم (الإنجليزية)